# Pedro González Vera
Pedro Alejandro González Vera (ur. 17 października 1967 w Valdivia) – chilijski piłkarz występujący na pozycji napastnik.